# Новоасирско царство
Новоасирско или Неоасирско царство, је период историје Месопотамије од 911. п. н. е. до 612. п. н. е. Неоасирско царство је уследило након Средњег асирског периода (14. до 10. век п. н. е.). Током средњег асирског периода Асирија је била мања краљевина, која се борила за доминацију са Вавилоном. Након похода Ададнирарија II Асирија је постала велика регионална сила и израсла је у опасност за 25. династију у Египту. Асирија је достигла врхунац моћи за време Тиглат-Пилесара III (владао 745. п. н. е.—727. п. н. е. ). Асирску престоницу Ниниву, као и саму царевину, уништио је савез предвођен Међанима и Вавилоњанима 612. п.н.е. и самим тим су асирска независност и царска величина заувек приведени крају.

## Историја

### Успон
Након Тиглат-Пилесара I Асирија је назадовала два века. Имала је слабе и неефикасне владарем а ратовала је са Урарту и са арамејским номадима. Дуг период слабости завршио се доласком на власт Ададнирарија II. Он је чвсто потчинио области, које су раније биле номинални асиријски вазали, депортовао је становништво у далека подручја. Полагано је померао границу према Вавилону, али на осталим местима је само консолидовао границе царства. Наследио га је Тикулти Нинурта II, који је током своје кратке власти мало проширио царство на северу. 
Ашурнасирпал II (883. п. н. е. —859. п. н. е.) започео је са експанзијом. Најпре је покорио народе на северу до Наирија. Затим је покорио Арамејце између Кабура и Еуфрата. Након победе напредовао је без отпора до Средоземног мора и натерао је Феникију да му плаћа данак. У то време Асирци су се почели хвалити својом суровошћу. Ашурнасирпал II је као главни град одабрао Калху (Нимруд). Палате, храмови и друге грађевине сведоче о значајном развоју уметности и о богатству Асирије. Његов син Шалманасар III (859. п. н. е. —823. п. н. е.) владао је 34 године. Сваке године асиријска војска је ишла у војни поход. Заузели су Вавилон, а Вавилонију свели на вазалну државу. Борио се против Урарту. Шалманасар је поново заузео Каркемиш 849. п. н. е., а 841. се борио против Хазела, краља Дамаска, опседао му је град, али није га освојио. Присилио је многе краљевине да му плаћају данак, укључујући Јеху од Израела, Тир и Сидон. Црни обелиск, који је нађен у Нимруду сведочи о многим његовим војним походима. Последњих година живота имао је проблема са побуном најстаријег сина. Многи су се придружили претенденту, али је његов други син Шамшиадад V сломио побуну и наследио је 824. п. н. е. Шалманасара. Током једног века Асирија је мало назадовала због лоших владара и због јачине Урартуа. Изузетак је био Ададнирари III (810. п. н. е.—782. п. н. е.), који је заузео Дамаск 804. п. н. е. и прислио велики део Сирије, све до Самарије да плаћа данак. Напредовао је и против Међана, можда чак до Каспијског језера.

### Тиглатпиласар III
Када је Набонасар започео са неовавилонском династијом 747. п. н. е. Асирија је била близу револуције. Грађански рат и епидемије су харале земљом, а Урарту је заузео северне провинције. Калху се 746. п. н. е. прикључио побуњеницима, а 747. п. н. е. генерал, који се звао Пуху преузео је трон. Узео је име Тиглатпиласар III. Направио је велику реформу асирске власти и значајно је побољшао ефикасност и сигурност. Организовао је покорене провинције под побољшаном администрацијом. Сваки дистрикт је плаћао фиксан данак и обезбеђивао је одређени број војника. Асиријска војска је тада постала стајаћа војска. Значајним унапређењима постала је несавладива војна сила. Асиријска политика је отада била да заузме цео цивилизовани свет. Те промене се некад означавају као Друго асирско царство.
Када је Тиглатпиласар III засео на трон Асирије прислио је Вавилон да плаћа данак. Казнио је Урарту. Победио је Међане и Неохетите. Затим је са својом војском кренуо на Сирију, која је раније поново успела да се отргне асиријској контроли. Сирија је контролисала успешне медитеранске луке Феникије. Тиглапиласар је заузео Арпад близу Алепа 740. п. н. е. након опсаде дуге три године. Заузео је Филистеју 738. п. н. е. у време краља Израела Менахема. Извршио је инвазију на Израел и наметнуо је велики данак. Освојио је и Самарију, а 732. п. н. е. заузео је и Дамаск. Становништво Дамаска и Самарије је депортовао у Асирију. Тиглатпиласар III је 729. п. н. е. кренуо на Вавилон, заробио је краља Вавилона и крнисао се као краљ Вавилона. Умро је 727. п. н. е., а наследио га је Шалманасар V. Међутим краљ Израела Хошеа одбио је да плаћа данак и удружио се 725. п. н. е. са Египтом против Асирије Шалманасар V је на то напао Сирију и опседао је Самарију три године.

### Саргон II
Шалманасар V је нагло умро 733. п. н. е. док је опседао Самарију и на трон је дошао Саргон II, који је био главнокомандујући асиријске војске. У Старом завету се спомиње као Тартан. Саргон II је заузео Самарију и на тај начин је окончана северна краљевина Израел. Око 27.000 људи је одвео у заробљеништво. Друге године своје власти Саргон II је ратовао против краља Елама, који је склопио савез са краљем Вавилона, али био је поражен. Вавилон се побунио под водством моћног халдејског принца Мародакбаладана. Саргон није могао да скрши ту побуну, па се окренуо против Урартуа и Сирије. Заузео је Каркемиш 717. п. н. е. Борио се и против Међана, који су се пробијали на иранску висораван. Асирија није обађала десет година пажњу на Вавилон док је владао Мардукаплаидин. Међутим 710. п. н. е. Саргон је напао и победио је Мардукаплаидина, који је побегао савезницима у Елам. Саргон II је користећи део прикупљеног данка саградио нову престолницу Дур Шарукин близу Ниниве.

### Сенахериб705 —681. п. н. е.
Саргон II је погинуо 705. п. н. е. док се борио са Кимеријанцима. Наследио га је син Сенахериб, који је главни град померио у Ниниву, а депотоване је искористио да поправе иригациони систем Ниниве. Језекија од Јуде је 701. п. н. е. склопио савез са Египтом против Асирије. Сенахериб је кренуо на Јерусалим и уништио је на свом путу 46 насеља. У Библији пише да је анђео господњи побио целу асиријску војску крај Јерусалима. Оно што је историјски сигурно је да Сенахериб није успео да заузме Јерусалим. Мардукаплаидин се вратио на власт у Вавилону током Сенахерибове власти. Сенахериб га је победио 703. п. н. е. у бици крај Киша. Сенахериб је опљачкао Вавилон.
Поставио је Белибнија за краља Вавилона. Пошто је Белибни био против Сенахериба морао је да нађе некога лојалнијега Асирији, па је поставио свог сина Асурнадиншумија на трон Вавилона. Кренуо је после тога у поход против Елама 694. п. н. е. Док су Асирци харачили Еламом краљ Елама је наредио да се нападне Вавилон. Војска Елама је заробила Сенахерибовог сина и преузели су трон Вавилона. Због тога је Сенахериб кренуо у осветнички поход против Елама. Када су Асирци победили једнога побуњенога краља Вавилона брзо се појавио други, а подржавао га је Елам. Нови краљ Вавилона је четири године одолевао Асирцима, све до 689. п. н. е. Сенахериб је освојио Вавилон пошто је отворио канале и цео предео око Вавилона претворио у мочвару. Вавилон је био разорен, а становнишпрво расејано. Убила су га два његова сина, који су после тога побегли у Јерменију. Наследио га је син Асархадон.

### Асархадон681—669. п. н. е.
Асархадон је ратовао у Урарту у време када је убијен његов отац. За време прве године његове власти избила је побуна на југу Вавилоније. Као краљ Асирије дао је да се поново изгради Вавилон и учинио га је главним градом. Победио је Кимеријанце и Међане, али није могао да одржава ред у тим подручјима, па је окрену пажњу на запад. Феникија се удруживала са Египтом, па је Асархадон заузео Сидон 677. п. н. е., краљу је одрубио главу, а становништво је депортовао. Такође је заробио краља Јудеје Манаса и једно време га држао заточеног у Вавилону. Пошто му је већ додијало стално мешање Египта кренуо је 673. п. н. е. са војском на Египат са намером да га заузме, али био је поражен. Поново је кренуо на Египт 671. п. н. е. и успео је да освоји Египат. Фараон је побегао из Египта. У то време Асирија је била и у рату са Урарту. Тада је Асирија имала највећу површину. Чим је напустио Египат у Египту је избила побуна. Његови гувернери су тражили помоћ. Асархадон је послао свога генерала са војском да сломи побуну 669. п. н. е. Сам Асархадон је кренуо према Египту, али на путу је умро. Његов син Шамаш Шумакин постао је краљ Вавилона, а други син Асурбанипал је постао краљ Асирије.

### Асурбанипал669—627. п. н. е.
Асурбанипал је наследио оца. Настављао је да ратује у Египту кад је био мањи притисак Међана на истоку и Кимеријанаца на северу. Није могао да покори Египат, па је 664. п. н. е. поставио Псаметика као вазалног краља. Краљ Лидије Гига је молио Асурбанипала за помоћ против Кимеријанаца, али Асурбанипал је одбио да помогне. После тога лидијски плаћеници су послани код Псаметика. До 652. п. н. е. Псаметик је постао довољно снажан да је прогласио независност од Асирије. У то исто време Асурбанипал је био заузет грађанским ратом. Његов старији брат, краљ Вавилона Шамаш Шумакин је започео против њега грађански рат, који је трајао до 648. п. н. е. Тада је Вавилон опљачкан, а Шамаш Шумакин је запалио своју палату и убио се. Асурбанипал је разарао Елам 646. и 640. п. н. е., а главни град Сусу је потпуно уништио.
Асурбанипал је подстицао уметност и културу. Имао је огромну библиотеку глинених таблица у Ниниви. Међутим дуге борбе са Вавилоном и Еламом исцрпле су царство. Потрошено је било богатство, а читаве провинције су биле толико упропаштене ратовима да више нису могле да доприносе царској благајни. Било је тешко наћи довољно војске да се држе поробљено становништво. Асирија је била јако лоше припремљена за инвазију хорди Скита и Међана, који су започели да хараче на источним границама. Мала Азија је била пуна Кимеријанаца, који су исто стално нападали.

### Пад Асирије 627—605. п. н. е.
Након смрти Асурбанипала 627. п. н. е. царство се почело лагано распадати. Скити, Кимеријанци и Међани су одмах почели прелазити преко граница. Долазили су и пљачкали чак до Египта. Вавилонија је поново постала независна. Наследник Асурбанипала Асуретилани имао је веома мало праве власти. Вавилонск краљ Набополасар заједно са Кијаксаром из Медије коначно је уништио Ниниву 612. п. н. е. и Асирија је пала. Генерал Асурбалит II је уз војну помоћ Египта одолевао још у Харану до 608. п. н. е. Египат је настављао да помаже Асирцима да би зауздао нарастајућу моћ Вавилона. У бици код Мегида 605. п. н. е. египатска војска је победила војску Јудеје и успела је да дође до остатака асиријске војске. У коначној бици Вавилонија је надмоћно победила асиријско-египатски савез и после тога Асирија престаје да постоји.
Од 8. века п. н. е. арамејски језик је постао службени језик Асиријског царства. До 6. века п. н. е. толико је потиснуо акадски језик, који је био асиријски језик да је арамејски постао царски језик ахаменидске Асирије. Један од кључних фактора који је допринео расту значаја арамејског језика био је успон и пад Асирије. Разне депортације и колонизације за време Асирије ојачале су контакте Арамејаца и Асираца. Кад је царство падало само је елита знала да чита и пише акадским писмом. Жестока разарања Ниниве и Асура преживело је веома мало оних, који су знали писати акадски.

## Новоасирски краљеви
| Новоасирски период                                |                      |                       |
| Име краља                                         | Владавина            | Напомена              |
| Адад-нирари II                                    | 912–891              | "син Ашур-Дана"       |
| Тукулти-Нинурта II                                | 891–884              | "син Адад-Нирарија"   |
| Ашурнасирпал II                                   | 884–859              | "син Тукулти-Нинурте" |
| Шалманасар III                                    | 859–824              | "син Ашур-насир-пала" |
| Шамши-Адад V                                      | 824–811              | "син Шалманесера"     |
| Шаму-рамат, регент, 811–808                       |                      |                       |
| Адад-нирари III                                   | 811–783              | "син Шамши-Адада"     |
| Шалманесер IV                                     | 783–773              | "син Адад-Нирарија"   |
| Ашур-Дан III                                      | 773–755              | син Шалманесера;      |
| Ашур-нирари V                                     | 755–745              | "син Адад-нирарија"   |
| Тиглат-Пилесар III                                | 745–727              | "син Ашур-нирарија"   |
| Шалманасар V                                      | 727–722              | "син Тиглат-Пилесера" |
| Крај Асирске листе краљева                        |                      |                       |
| Саргон II                                         | 722–705              |                       |
| Сенахериб                                         | 705–681              |                       |
| Асархадон                                         | 681–669              |                       |
| датуми владавина последњих владара нису поуздани. |                      |                       |
| Асурбанипал                                       | 669–између 631 и 627 |                       |
| Ашур-етил-илани                                   | 631–627              |                       |
| Син-шуму-лишир                                    | 626                  |                       |
| Син-шар-ишкум                                     | 627–612              |                       |
| пад Ниниве                                        |                      |                       |
| Ашур-убалит II                                    | 612 - 608            |                       |